# Карел Яловець
Карел Яловець (чеськ. Karel Jalovec; 1892, Чехія) — чеський музикознавець, який склав три довідники про скрипки і скрипкових майстрів, а також два томи енциклопедії скрипкових майстрів.

## Внесок у світову культуру
Енциклопедії та каталоги, які створив Карел Яловець, вважають одними з найбільш авторитетних джерел інформації про індивідуально змайстровані струнні інструменти. Перш за все, його роботи стосуються майстрів, відомих створенням скрипок, гітар, віолончелей тощо. Відомості в його роботах поширюються на історію еволюції струнних інструментів та технології їхнього створення.
Роботи Яловеця є джерелом корисної інформації для майстрів скрипок, музикантів, істориків та колекціонерів музичних інструментів.

## Опубліковані роботи
- Італійські майстри скрипок (1957)
- Майстри скрипок Богемії: у тому числі майстри Моравії та Словаччини (Čeští houslaři) (1959)
- Німецькі та Австрійські майстри скрипок (1967)
- Енциклопедія майстрів скрипок (у двох томах) (1965)